# Eyiaba itapetinga
Eyiaba itapetinga är en skalbaggsart som beskrevs av Maria Helena M. Galileo och Martins 2004. Eyiaba itapetinga ingår i släktet Eyiaba och familjen långhorningar. Inga underarter finns listade i Catalogue of Life.